# Chrysobothris igniventris
Chrysobothris igniventris es una especie de escarabajo del género Chrysobothris, familia Buprestidae. Fue descrita científicamente por Reitter en 1895.